# علم كوريا الشمالية
اعتمد علم كوريا الشمالية (الكورية: 조선민주주의인민공화국의 국기) رسمياً في 8 أيلول - سبتمبر من سنة 1948 ويتكون العلم الكوري الشمالي من خمسة أشرطة أفقية غير متساوية من ألوان الأزرق والأبيض والأحمر والأبيض والأزرق كما توجد في الزاوية المركزية اليسرى للشريط الأحمر دائرة بيضاء بداخلها نجمة حمراء شيوعية، والعلم الكوري الشمالي مشابه للعلم الكوستاريكي على الرغم من اختلاف تناسبات العلم والألوان الأفقية الخمسة والرمز في وسط الدائرة البيضاء.
العلم محظور بموجب قانون الأمن القومي في كوريا الجنوبية بسبب ارتباطه بالسلالة الحاكمة في كوريا الشمالية، لكن لا يُسمح برفعه في حالات استثنائية للغاية مثل التغطية الإعلامية والدراما وتصوير الأفلام والأحداث الرياضية الدولية.

## الرمزية
- الأزرق: يرمز إلى رغبة الشعب الكوري الشمالي في الصداقة والسلام كما يرمز كذلك إلى المحيط الهادئ.

- الأبيض: يرمز إلى النقاء والمساواة بين الكوريين الشماليين.

- الأحمر: يرمز إلى النضال الثوري من أجل الاشتراكية.

## التصميم
العلم الوطني الكوري الشمالي محدد رسميًا في المادة 170 من الفصل السابع من دستور كوريا الشمالية:

يتكون العلم الوطني لجمهورية كوريا الشعبية الديمقراطية من شريط أحمر في الوسط، يحدها من الأعلى والأسفل شريط أبيض ضيق وشريط أزرق عريض. وفي الشريط الأحمر نجمة حمراء خماسية داخل دائرة بيضاء. 

تصميم الألوان

نسبة العرض إلى الطول هي 1: 2.

### الألوان
ألوان العلم هي:
|                                      | أزرق       | أحمر      | أبيض        |
| ------------------------------------ | ---------- | --------- | ----------- |
| النموذج اللوني أحمر أخضر أزرق        | 2/79/162   | 237/28/39 | 255/255/255 |
| ألوان الويب                          | #024fa2    | #ed1c27   | #ffffff     |
| النموذج اللوني سيان ماجنتا أصفر أسود | 99/51/0/36 | 0/88/84/7 | 0/0/0/0     |

## المعرض

راية مملكة جوسون (1882-1907)[8]
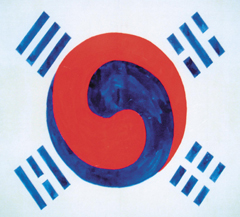
تايجوكجي الذي صممه بارك يونغ هيو (سبتمبر 1882)
تايجوكجي (نوفمبر 1882)
تايجوكجي (1893)
استخدم علم اليابان أثناء احتلال اليابان لكوريا (1910-1945).
علم جمهورية كوريا الشعبية من أغسطس 1945 إلى فبراير 1946.
استخدم علم الاتحاد السوفيتي في كوريا الشمالية أثناء الإدارة المدنية السوفيتية من أكتوبر 1945 إلى سبتمبر 1948.
علم اللجنة الشعبية المؤقتة لكوريا الشمالية (فبراير 1946 – يوليو 1948)
علم كوريا الشمالية بعد الاستقلال من 1948 إلى 1992
علم كوريا الشمالية من 1992 إلى الآن
علم حزب العمال الكوري
شعار القائد الأعلى لقوات كوريا الشمالية المسلحة
علم الجيش الشعبي الكوري (1992–1993)
علم القوات الجيش الشعبي الكوري البرية
علم بحرية الجيش الشعبي الكوري
راية حرس كوريا الشمالية
راية كوريا الشمالية البحرية
علم القوات الجوية الكورية الشمالية
علم كوريا الشمالية والجنوبية الموحدة

## أعلام مشابهة

علم كوستاريكا
علم الرأس الأخضر
علم تايلاند
علم الجبهة الوطنية لتحرير كوريا الجنوبية